# Marlis Buchmann
Marlis Buchmann (* 30. Mai 1950 in St. Gallen) ist eine schweizerische Sozialwissenschaftlerin. An der Universität Zürich lehrt und forscht sie als Professorin für Soziologie.

## Werdegang
Marlis Buchmann studierte Soziologie, Publizistik und Sozialpsychologie an der Universität Zürich. 1982 promovierte sie mit dem Thema Konformität und Abweichung im Jugendalter bei Peter Heintz. 1988 habilitierte sie, ebenfalls am soziologischen Institut der Universität Zürich, zum Thema The Life Course in Contemporary Society: Societal Transformation and Change in the Transition to Adulthood. 1990 wurde sie an die Eidgenössische Technische Hochschule Zürich berufen, wo sie bis 2005 eine Professur für Soziologie innehatte. 1994 erhielt Buchmann zudem eine ordentliche Professur an der Universität Zürich, die sie bis zu ihrer Emeritierung im Jahr 2015 innehatte. Von 2004 bis 2016 war sie Geschäftsführende Direktorin des Jacobs Center for Productive Youth Development, Universität Zürich, das sie mit aufgebaut hatte. Buchmann war Gastprofessorin u. a. an der Universität Wien, der University of California at Los Angeles, dem Wissenschaftszentrum Berlin für Sozialforschung sowie der New York University. 2020 verlieh ihr die philosophisch-humanwissenschaftliche Fakultät der Universität Bern die Ehrendoktorwürde in Anerkennung ihres Lebenswerks und insbesondere ihrer herausragenden und wegweisenden wissenschaftlichen Leistungen in der sozialwissenschaftlichen Lebensverlaufsforschung, der Arbeitsmarktforschung und der Forschung über die Reproduktion sozialer Ungleichheit.
Sie ist seit 2001 Mitglied der Deutschen Akademie der Naturforscher Leopoldina.

## Forschung
Marlis Buchmanns Forschungsschwerpunkte sind die Soziologie des Lebenslaufs, soziale Schichtung und Mobilität, Bildungs-, Berufs- und Arbeitsmarktsoziologie sowie sozialer und kultureller Wandel.
Eines ihrer wichtigsten Projekte im Bereich Arbeitsmarkt und Beruf ist der Stellenmarkt-Monitor Schweiz. Durch die inhaltsanalytische Auswertung von Stellenanzeigen können die Entwicklungen und Veränderungen auf dem schweizerischen Arbeitsmarkt seit den 1950er Jahren aufgezeigt werden. Im Projekt COCON (Competence and Context) erforscht Buchmann in einer Längsschnittstudie die sozialen Bedingungen, Lebenserfahrungen und die psychosoziale Entwicklung von Kindern und Jugendlichen in der Schweiz seit 2006.